# ウィリアム・モリス・バイオフ
ウィリアム・モリス・バイオフ（William Morris Bioff、1900年10月12日 - 1955年11月4日）は、アメリカの犯罪者、ギャングスターである。シカゴの売春斡旋業者からハリウッドの映画産業に進出し、労働組合を介した恐喝で数百万ドルを巻き上げた。

## 経歴
バイオフは1900年10月12日にシカゴで生まれた。彼は当初、窃盗や小規模な保護を伴うゆすりなどの犯罪に関与し、その後、シカゴの売春街で売春斡旋業者として活動し、1922年には有罪判決を受けている。
1932年、バイオフは労働組合の幹部であるジョージ・E・ブラウンと親密な関係を築いた。シカゴ・アウトフィットのボスであるフランク・ニティと会合を持ち、ニティはバイオフをカリフォルニアに派遣し、マフィアが支配する組合のリーダーであるブラウンの執行役として働かせた。

## ハリウッドでの恐喝
バイオフは、ジョン・「ハンサム・ジョニー」・ロゼッリの助けを得て、ハリウッドの映画産業を支配する労働組合の徴収役となった。彼は主要な映画スタジオから数百万ドルを恐喝し、アメリカ映画産業全体を麻痺させるストライキをちらつかせた。バイオフとブラウンはヘイズ・オフィスとの間で、ハリウッドの技術者向けのクローズドショップ交渉契約を結び、国際舞台従業員連合（I.A.T.S.S.E.）の勢力を拡大させた。この取引の後、バイオフは有力なプロデューサーから10万ドルの融資を受けたと大陪審で証言している。

## 逮捕と裏切り
1943年、バイオフは労働組合における不正行為（労働強奪）、脱税、恐喝などの容疑で起訴された。彼は刑務所に入ることを避けるため、当局に協力し、情報提供者となった。彼の証言により、フランク・ニティを含む多くのギャング仲間（ポール・「ザ・ウェイター」・リッカ、フィリップ・ディアンジェロ、チャーリー・「チェリーノーズ」・ジオ、ジョニー・ロゼッリ、ルー・カウフマンなど）が逮捕された。バイオフの証言後、フランク・ニティは自殺した。バイオフはブラウンとともに減刑された。

## 出所後の生活と死
出所後、バイオフはしばらく姿を隠していたが、アリゾナ州に移住し、「ウィリアム・ネルソン」という偽名で新たな生活を始めた。彼はウェストヒルズの牧場で馬を飼育し、後に上院議員となるバリー・ゴールドウォーターと親交を深め、彼の再選キャンペーン資金に貢献したと報じられている。また、ゴールドウォーターの甥と共同で事業を始めるなど、フェニックス社会に溶け込もうとした。その後、バイオフはラスベガスにあるシカゴ・アウトフィットが所有するリビエラ・カジノのマネージャー、ガス・グリーンバウムの下で働いていた。
1955年11月4日午後、バイオフはフェニックスの自宅で、車に乗った際に仕掛けられた爆弾により爆殺された。この事件は、かつてバイオフが裏切ったフランク・ニティの仲間による報復とされている。